# ガンダムSEED MSV
ガンダムSEED MSV（ガンダムシード エムエスブイ）とは、アニメ『機動戦士ガンダムSEED』に関連した企画の一つ。
アニメ『機動戦士ガンダム』放映後に企画された『MSV』に倣って、アニメ『機動戦士ガンダムSEED』に登場するモビルスーツ (MS) の派生機やパイロット等、映像には出ていないキャラクターの設定を創作する企画である。
企画は2002年の夏頃から進められており、当時の新作アニメ作品であった『機動戦士ガンダムSEED』をバックアップする連載をホビージャパン側が提案したところ、サンライズのオフィシャル企画としてスタートしている。大河原邦男によるMSの画稿と森田繁による機体解説、モデラーによる模型作例が掲載されるという形式で、雑誌『ホビージャパン』2003年1月号から2004年5月号に『SEED MSV』という名前で連載されたが、その後『機動戦士ガンダムSEED ASTRAYシリーズ』との連動による拡大解釈に伴い、現代に至る。その後『ホビージャパン』2005年1月号から2005年12月号には『機動戦士ガンダムSEED DESTINY』と連動して『SEED DESTINY MSV』が連載。また『ホビージャパン』では『SEED MSV』から派生したフォトストーリー『SEED MSV戦記』と『DESTINY MSV戦記』が掲載されている（後述）。
2004年5月から同名のプラモデルシリーズがバンダイから発売されたが、全7種のうち『ホビージャパン』掲載の機体は2種で、ほかは、カラーリング変更による専用機が1種、『機動戦士ガンダムSEED X ASTRAY』に登場した2機のガンダム、後述の大河原邦男以外による画稿の機体が2種となっている（機種に関しては『SEED HG』を参照）。T.M.Revolutionの『Zips』がテーマソングとされている。

## 機体
詳細は各項目を参照。

### SEED MSV
- GAT-X105+AQM/E-M1 ストライク+I.W.S.P.
- TMF/S-3 ジンオーカー（ジン砂漠戦仕様）
- UWMF/S-1 ジンワスプ（ジン水中戦仕様）
- ZGMF-1017 ジン式典用装飾タイプ
- TMF/A-802 P-Mod.W バクゥ バルトフェルド専用改修タイプ
- TMF/TR-2 バクゥ戦術偵察タイプ
- ZGMF/TAR-X1 ジン戦術航空偵察タイプ
- UTA/TE-6 グーン地中機動試験評価タイプ
- GAT-X133 ソードカラミティ
- FXet-565 コスモグラスパー
- YFX-600R 火器運用試験型ゲイツ改
- GAT-X255 水中機動試験型フォビドゥンブルー
- AME-WAC01 早期警戒・空中指揮型ディン特殊電子戦仕様
- GAT-333 レイダー制式仕様
- GAT-01A1 ダガー
- ヴェルヌ35A/MPFM 多目的飛行モジュール
- MBF-M1A M1Aアストレイ

### SEED DESTINY MSV
- ZGMF-X999A ザク量産試作型
- ZGMF-1000/AAL ザクウォーリア強襲揚陸型ノクティルーカ
- XMF-P192P プロトカオス
- GAT-X399/Q ワイルドダガー
- ZGM-1000/R4 コマンドザクCCI
- GAT-SO2R NダガーN
- ZGMF-X56S/θ デスティニーインパルス
- ZGMF-X101S ザクスプレンダー
- ZGMF-X2000CQGB&S グフクラッシャー
- ZGMF-XX09T オリジナル仕様ドムトルーパー
- ZGMF-X3000Q プロヴィデンスザク
- MVF-M12A オオツキガタ

以上の機体は、雑誌『ホビージャパン』で連載された『SEED MSV』と『SEED DESTINY MSV』に登場した機体である（「MBF-M1A アストレイ」はムック『機動戦士ガンダムSEEDモデルVol.3 SEED MSV編』が、「オオツキガタ」は『機動戦士ガンダムSEED DESTINYモデルVol.2 DESTINY MSV編』が初出である）。

### その他の機体
以下で紹介する機体は『SEED MSV』に分類されているが、画稿が大河原邦男以外による機体である。
- YFX-200 シグーディープアームズ（デザイン・ビークラフト）
- ZGMF-1017M ジンハイマニューバ（高機動型ジン）（デザイン・ビークラフト）
- YF-3A ジンフェムウス（デザイン・ビークラフト）
- GAT-01D ロングダガー（デザイン・町田能彦、原案・緒方剛志）[5]
- GAT-01A1+AQM/E-X04 ガンバレルダガー（ストライカーデザイン・ビークラフト）
- GAT/A-01E2 バスターダガー（デザイン・町田能彦）
- GAT-706S ディープフォビドゥン（デザイン・町田能彦）
- GAT-X105+P204QX ライトニングストライク（ストライカーデザイン・町田能彦）[6]
- GAT-X133-01 ソードカラミティ初号機（彩色・スタジオオルフェ、線画画稿・大河原邦男）[7][8]
- MBF-P01-Re2 アストレイ ゴールドフレーム天ミナ 攻防一体追加型ビームシールド「オキツノカガミ」装備型（デザイン・阿久津潤一）[8][9]

## MSV戦記・DESTINY MSV戦記
「機動戦士ガンダムSEED公式年表」で記述されたTV本編では描かれていない戦いや、『SEED』『DESTINY』本編とは別の視点での戦いをショートストーリーと模型による情景写真で綴ったものである。『SEED MSV』『SEED DESTINY MSV』の機体・キャラクターだけではなく、TV本編や『ASTRAYシリーズ』の機体・キャラクターも登場している。執筆は森田繁、監修はサンライズと千葉智宏による。
『ホビージャパン』で『SEED MSV戦記』が2004年6月号から12月号に、『DESTINY MSV戦記』が2006年1・2月号に掲載された（両作品は加筆修正版がムック『機動戦士ガンダムSEED DESTINYモデルVol.2 DESTINY MSV編』に書き下ろしの『DESTINY MSV戦記』第3話と共に収録されている）。
また、『ホビージャパン』2006年12月号には「1/100 MG ストライクガンダム+I.W.S.P.」発売に合わせて執筆されたショートフォトストーリー『MSV戦記 C.E.73 SPECIAL』が掲載されている（こちらは『GUNDAM WEAPONS 機動戦士ガンダムSEED DESTINY編』に収録）。

### MSV戦記
- Field 01:エル・アラメイン C.E.70
- Field 02:珊瑚海 C.E.70
- Field 03:エンデュミオン C.E.70/06/02
- Field 04:南米上空　C.E.71 8月某日
- Field 05:ヤキン・ドゥーエ近傍宙域 C.E.71/09/26【Part 1】
- Field 06:ヤキン・ドゥーエ近傍宙域 C.E.71/09/26【Part 2】
- Field 07:ユニウス・セブン C.E.72/03/10

### DESTINY MSV戦記
- Field 01:ヘブンズベース/地球・北半球 アイスランド南部
- Field 02:オーブ本島
- Field 03:月軌道・メサイア近傍宙域

## 機動戦士ガンダムSEED MSV（コミックボンボン版）
コミックボンボン誌2004年1月号から5月号にかけてに掲載されていた『機動戦士ガンダムSEED MSV』。読者から改造MSのデザインを募集する企画で、サンライズが同時期に展開していた『ガンダムSEED MSV』との関連性は明示されていない。ここでは、登場していたモビルスーツを記載する。
- ストライクWSB（ウイングソードブレイカー）
- 偵察用ストライク
- ダイブストライク
- RF（リファイン）ストライク
- 高機動型ストライクG（ガンダム）

## MSVエースパイロット

### 地球連合軍

#### エドワード・ハレルソン
- 声 - 松本保典

【性別：男性・ナチュラル / 年齢：28歳 / 所属：地球連合軍、大西洋連邦、中尉 / 搭乗機：スピアヘッド、ストライクダガー、デュエルダガー、レイダー制式仕様、ソードカラミティ /  異名：切り裂きエド】
地球連合軍に所属するMSパイロット。異名も含めて「エド」という愛称で呼ばれることが多い。パーソナルマークは薔薇の花と交差した一対のサーベル。元々は南アメリカ合衆国の戦闘機パイロットであり、大西洋連邦による武力併合後、地球連合軍所属となった。戦闘機パイロットとしては平凡な実績しか残せなかったが、MSに搭乗してからは頭角を現す。特に白兵戦に対し抜群の才能を持っており、帰還した彼の機体は、必ず敵のMSから噴出したオイルを返り血のように浴びていた事から、「切り裂きエド」の異名で知られるようになった（由来の一つは、戦闘機パイロット時代に二日酔い状態でスピアヘッドに搭乗し、電子戦用ディンに特攻しそのコックピットを主翼で引き裂いた事から）。しかし、その異名とは対照的に、取り立てて戦いが好きという訳ではなく、MSを降りればエースとは思えない冗談好きの青年であり、部下たちの信頼も厚かった。ハンバーガーが好物で戦闘時以外はこれを食べている場面が多く、療養生活で傷が癒えていない時もどこからか調達して食べていて、ミハイルから怒られてる場面もあった。またストライクダガー、デュエルダガー、レイダー制式仕様、ソードカラミティと、大戦中複数の機体を短期間で乗り換えている。
第二次ヤキン・ドゥーエ攻防戦後、ソードカラミティと他数機のMSを持って地球連合軍を脱走し、祖国である南アメリカ合衆国を地球連合から独立させるため、南アメリカ独立戦争に身を投じ、地球連合軍と激しい戦いを繰り広げる。ジェーン・ヒューストンとは恋仲であったが、彼女までも脱走兵にはさせまいと残して脱走した事を、ジェーンには捨てられたと誤解され、地球連合軍の刺客として戦う事になる。その戦闘中、ジェス・リブルの機転によりジェーンの誤解が解けたため彼女と和解し、以後はジェーンも独立戦争に参戦した。地球連合軍の偽情報によりレイダー制式仕様で宇宙に誘い出された際には、第二の刺客モーガン・シュバリエの搭乗するガンバレルダガーと戦闘になる。装備上の不利から劣勢を強いられ大気圏に落とされるが、偶然にも落ちてきたデブリの陰に隠れる事で摩擦熱から機体を守り、無事地球に生還した。
地球に生還後、ソードカラミティ2号機で、最後の刺客「乱れ桜」ことレナ・イメリアが搭乗するソードカラミティ初号機と死闘を繰り広げた末、辛うじてこれを撃破する。戦闘終了後、自身もレナに銃撃されて瀕死の重傷を負うが、ジェスによって救出された後、ミハイル・コーストの下で療養生活を送った。この戦闘の後、南アメリカ合衆国はユニウス条約によって主権を取り戻した。
再び巻き起こる戦乱の中、エドワードは立場が危うくなりミハイルによって匿われていたが、マティスの陰謀により危険人物としてザフトに拘束されてしまう。プラント政府がエドを地球連合軍に引き渡す際、不慮の事故と見せかけて暗殺されかかったが、プロトセイバーのパイロット、イルド・ジョラールによって爆破装置を解除され、その後に現れたジャン・キャリーによって救出された。その後はロンド・ミナ・サハクの治めるアメノミハシラにベルナデッド・ルルー等と共にそこで保護される。アメノミハシラにおいてジェス・リブルの通信を受けて、スクリーン越しだが恋人のジェーン・ヒューストンと再会した。その後、『Δ ASTRAY』においては南米に戻ったような描写がされ、一コマながらマーシャンのアグニス・ブラーエと出会っている。『天空の皇女』では、ジェーンと共にラスの宣言の中継を見ている様子が描かれた。

#### ジェーン・ヒューストン
- 声 - 冬馬由美

【性別：女性・ナチュラル / 年齢：24歳 / 所属：地球連合軍、大西洋連邦、少尉 / 搭乗機：フォビドゥンブルー、ストライクダガー、ディープフォビドゥン / 異名：白鯨】
地球連合軍の海軍に所属している。ザフトの地球侵攻の際には、マルコ・モラシム率いる水中用MS部隊によって所属していた部隊を壊滅させられてしまう。以後、モラシムへの復讐を誓ったジェーンは、地球連合軍における水中用MSの開発に志願し、フォビドゥンブルーのテストパイロットとなる。そしてジェーンの尽力により、本機の量産型であるディープフォビドゥンが制式配備され、彼女は部隊の指揮を任される。
その後、第二次カサブランカ沖海戦、八・八作戦において、グーン、ゾノをはじめとするザフトの水中用MS部隊を少数のフォビドゥン・ブルー、ディープ・フォビドゥンで壊滅させた。この戦闘前にモラシムはストライクにより撃破されており、ジェーンは晴らしようのない怒りに燃えており、その勇猛な戦いぶりは復讐に燃える姿と相俟って「白鯨」の異名で恐れられる事になった。
エドワード・ハレルソンとは恋仲であったが、停戦後に彼が祖国である南アメリカ合衆国の南アメリカ独立戦争に参加するため軍を脱走した際に置いていかれてしまい、それが元で彼を恨むようになる。程なくして脱走兵エドワード追撃のために北米カリフォルニア基地にモーガンやレナと共に送り込まれた後、南アメリカに送られる。そして、フォビドゥンブルーに搭乗し、エドワードのソードカラミティに戦いを挑むが、ジェス・リブルの機転により、エドワードは自分を心配するがゆえに置いていったのだと知らされ彼と和解する。ジェーンはそのまま南アメリカ独立戦争に参加し、フォビドゥンブルーにより「南アメリカの白鯨」として多くの地球連合軍MSを撃破し、独立までエドワードと共に戦い抜いた。
戦後もエドワードの帰りを待って南米に残り、ユニウスセブン地球落下事件発生後、地球に下りたジェスと再会した際に、通信モニターでようやくエドワードと再会を果たした。

#### モーガン・シュバリエ
- 声 - 大川透

【性別：男性・ナチュラル / 年齢：48歳 / 所属：地球連合軍、ユーラシア連邦、大尉 / 搭乗機：リニアガン・タンク、ストライクダガー、105ダガー（ガンバレル）、エグザス / 異名：月下の狂犬 / 自称：戦車乗り】
ユーラシア連邦の戦車部隊に所属し「月下の狂犬」の二つ名を持つ。「月下」は彼が夜間作戦を得意とすることに由来し、また「狂犬」は、あまりにも先の先を読んだ作戦が端からは一見無茶なものに見えたことから。多数の部下や敵戦力の位置把握も的確であり、後日これらは特殊空間認識能力を示す一例とされ、実際彼の作戦は部隊を何度も勝利に導いている。訓練教官としても極めて優秀であり、その生粋の軍人っぷりのため教え子からは「戦車から生まれた男」（後に「モビルスーツから生まれた男」に変化）と言われていた。MS士官としては切り裂きエドことエドワード・ハレルソンが教え子の1人であり、彼からはそれなりに慕われている。
C.E.70年5月30日、アフリカ戦線のエル・アラメインにおいてマーチン・ダコスタの所属するザフト重モビルスーツ、ザウートの部隊を追い詰めるが、「砂漠の虎」アンドリュー・バルトフェルド率いるバクゥ部隊に大敗。戦いの主役がMSに移ることを予感し、ユーラシア軍に進言するも却下される。再三の進言により、最終的にMSの研究を開始していた大西洋連邦に訓練交換士官として配属されることとなった（これは殆ど厄介払いに近かった）。ここで彼は戦車部隊で培った技術を活かし、MS運用の基本技術を体系化するなど、地球連合におけるMS運用の戦術・戦技研究の礎を築いた。実戦においては、ストライクダガーの上位機種であり、先行生産された105ダガーに乗っていた。のちにガンバレル操作が可能であることが分かり、脱走したムウ・ラ・フラガに渡される予定だったガンバレル・パックを受領する。
ホビージャパンの『SEED MSV戦記』においては、当初は前述のように戦車部隊が壊滅されるシーンが描かれたが、二度目には第二次ヤキン・ドゥーエ攻防戦の事が描かれた。その際、彼はドクターことミハイル・コーストと戦うもジェネシスによって友軍機を全て撃破され自身も傷ついてしまう。その後、ミハイルの不意を付いた攻撃を受けそうになったエドワード・ハレルソンを助けて生き残る事には成功する。尚、ある意味ではモーガンがミハイルを引退に追い込んだとも言える。
コミックボンボン版『SEED DESTINY』のエピソード0では、第二次ヤキン・ドゥーエ攻防戦において月面プトレマイオス基地を狙ったジェネシスの第二射を阻止するため、「105ダガー/ガンバレル装備」で守備隊のゲイツを相手に善戦するが、「YFX−600R 火器運用試験型ゲイツ改」の参戦で互角の戦いを強いられることになり、結果、ジェネシスの第二射を阻止することはできなかった。その後ジェネシス第二射の衝撃で機体は行動不能になり、その時キラとラウ・ル・クルーゼの会話を通信で傍受、フリーダムとプロヴィデンスの対決を目撃している。ただ、このコミックボンボン版『SEED DESTINY』のストーリーは公式の物では無い。
南アメリカ独立戦争においてエドワード・ハレルソンに対する第二の刺客として、交戦している。その後、上層部からの命令で南アメリカに廃棄コロニーを落とす計画を進めるが、計画に不満を持っていたのかザフトのMSに乗って南米を襲った部下に廃棄コロニーのブースターを止めるコードを持たせる等の行動を行っていた。
ブレイク・ザ・ワールド時には、最新型のガンバレルを搭載したMAエグザスに搭乗。ザフトのエースパイロット、リーカ・シェダーと協力してシャトルの護送を行い、その際に強襲してきたプロトセイバーと交戦している。劣勢に立たされた時、救援に来たジャン・キャリーに救われリーカ等と共にジャン達の基地を一つ経由した後、アメノミハシラに保護される。そこで天空の宣言を聞くが、生粋の職業軍人ゆえか天空の宣言には賛同しなかった。
『VS ASTRAY』の時期に偶然ルドルフ・ヴィトゲンシュタインと接触し交戦、機体ごと捕獲するが、その際ルドルフのグフイグナイテッドの金色の装甲をアカツキの「ヤタノカガミ」と同種であると誤認していた。
『天空の皇女』で最終話にて、レナやジャンク屋協会のリーアムらと共に、ラスのサハク家当主への就任宣言を見ている様子が描かれていた。

#### レナ・イメリア
- 声 - 向殿あさみ

【性別：女性・ナチュラル / 年齢：27歳 / 所属：地球連合軍、大西洋連邦、大尉 / 搭乗機：デュエルダガー、バスターダガー、ソードカラミティ（初号機） / 異名：乱れ桜】
地球連合軍カリフォルニア士官学校にて教官を務めていた女性パイロット。エドワード・ハレルソンやジェーン・ヒューストンの他、本来の初期GAT-Xシリーズのパイロット達の教官でもあった。頬筋から背中にかけて舞い散る桜の花弁のような痣があり、更にMS戦において高機動によって相手を撹乱し、ミサイルの乱射で大破させる戦法から「乱れ桜」の異名を持つようになる。
厳格な中にも女性らしさを見せる人物で兵士達からの人気も高かったが、コーディネイターとの紛争で弟を亡くしており、コーディネイターに対して強い憎しみと殺意、異常なまでの差別意識を抱くようになってしまっている。
コーディネイター並みの反射神経を持ち、MSを自在に操ることのできる数少ないナチュラルであり、MSパイロットの教官を務めた後、デュエルダガーやバスターダガーを駆って前線に立ち、数多くの戦果を挙げている。「乱れ桜」の所以たる戦法とバスターダガーによる活躍から砲撃戦のエキスパートと思われがちだが、ソードカラミティでエドと互角に渡り合うなど、接近戦でも高い技量を誇るオールラウンダーである。
第二次ヤキン・ドゥーエ攻防戦後においてもコーディネイターに対する憎悪は収まらず、勃発した南アメリカ独立戦争においてエドワード・ハレルソンに対する最後の刺客としてソードカラミティ初号機と共に送り込まれ、エドのソードカラミティ2号機を終始圧倒するも、乗機を撃破され瀕死の重傷を負った。その際、ジェス・リブルによってエドと共にザフトの基地に搬送され、皮肉にも憎悪の対象であるコーディネイターによって命を救われることになる。その後は軍に復帰したが、コーディネイターに対する考え方が変わったかどうかは不明である。

#### ステファン・ウィルシャー
【性別：男性・不明 / 年齢：不明 / 所属：地球連合軍（ロゴス派） / 搭乗機：NダガーN】
ヘブンズベース戦で連合軍のロゴス派として参戦していたパイロットの1人。僚機のワイルドダガーと共にニーベルングの警護を担当し、先行していたコマンドザクCCIを中心とした偵察部隊を撃破。ニーベルングの所在が敵に露見するのを未然に防ぎ、ザフト降下部隊の殲滅に貢献する。しかしその後上陸してきたミネルバ隊と交戦し部隊は壊滅、ステファン自身の生死も不明である。
しかしロード・ジブリールがオーブへに亡命した際、その護衛に当たっていたと思われるNダガーNが彼の乗機であった可能性がある。

### ザフト
以下の人物の詳細は該当項目を参照。
- シホ・ハーネンフース

#### ミハイル・コースト
- 声 - 私市淳

【性別：男性・コーディネイター / 年齢：25歳 / 所属：ザフト / 搭乗機：ジンハイマニューバ、ホスピタルザクウォーリア / 異名：ドクター】
ザフトのエースパイロット。ザフトに入隊する前は医師をやっていた。基本的に他人を信じない冷淡な厭世家で、社会や政治的な事情にはまるで興味がなく、常に自身の興味を満たす事を最優先に行動する。医学の道を志したのも人道的見地からでは無く、純粋に人体への好奇心からである。
作戦を「オペ」と称し、戦局の流れを病の進行に見立てながら、的確且つ迅速に患部（敵の中枢）を見つけだし処理する。このことから、医師をやっていたこととも相まって、敵軍だけではなく仲間達からも「ドクター」の異名で怖れられている。搭乗機には、手術用の手袋を模した「ゴッドハンド」のマークが入れられている。
己の腕に見合う強敵にしか興味を示さないため、簡単な任務や弱い敵を嫌う。パイロットとしての腕は確かに優秀だが、叢雲劾やカナード・パルスなど、本場のエースパイロット相手には、いつも屈辱的な敗北を続けている（DESTINY ASTRAY2巻の4コマでは治療中のエドワードに「負け犬ミハイル」という屈辱的なあだ名を付けられ、その後「下手なのはMS戦だけだよな。勝った事あるのか? 俺は知らないけど」と好き放題言われている）。傭兵部隊サーペントテールとは、幾度と無く戦場で相まみえ、特に劾のブルーフレームには何度も煮え湯を飲まされている。
第二次ヤキン・ドゥーエ攻防戦終結寸前時において、エドワード・ハレルソンのソードカラミティと交戦するも、見逃されたことで逆上し、突撃を試みるがモーガン・シュバリエの搭乗する105ダガーの一斉攻撃を受け乗機を撃破され、重傷を負った。
戦後は医者に戻ったらしく、南米独立戦争で負傷したエドワード・ハレルソンの治療とリハビリに当たっている。また、ユニウスセブン落下テロ事件後は、エドを匿い（ただし、エドの所在が発覚した際に特に咎めは無かったようである）、自らは被災した地域へ野戦病院仕様のザクと共に救援に駆り出され、非武装であるホスピタルザクウォーリアでテロリストが使用していた3体のM1アストレイを撃破している事から、エースパイロットとしての腕も全く衰えていない。
『機動戦士ガンダムSEED C.E.73 Δ ASTRAY』では、ザフトの海底基地ラガシュで医師を行っている。
『天空の皇女』では、ラス・ウィンスレットの父が押したと連邦が主張するウィンスレット・ワールド・コンツェルン社の経営権譲渡の拇印が無理やり押されたものだとする鑑定を風花らサーペントテールから頼まれて行い（引き受けた詳細は不明だが、風花の様子を見るに医師としての腕前を褒めて行わせた模様）、その後リーカ・シェダーが駆るロードアストレイZに敗れて収容・入院となったダンテ・ゴルディジャーニとエルザ・ヴァイスの治療に当たったが、リーカ共々脱走を宣言して自由に行動するダンテとエルザに手を焼いていた。

#### リンナ・セラ・イヤサカ
【性別：女性・コーディネイター / 年齢：不明 / 所属：モルゲンレーテ社→ザフト / 搭乗機：プロヴィデンスザク】
プラントの統合開発局局員だが、元は地球連合のオーブ侵攻に際し避難して来たモルゲンレーテ社社員である。オーブ軍のエースパイロットであるタキト・ハヤ・オシダリ（ナチュラル）とは、結婚を考えるまでの恋人関係にあったが、彼がユウナ・ロマ・セイランの指揮官としての無能ぶりを指摘して不興を買い、2階級降格の上に左遷された事で完全に愛想を尽かし、地球を捨てプラントへ移住。現在に至る。
テストパイロットとしてプロヴィデンスザクに搭乗していたが、パイロットとしての能力を買われ、メサイア攻防戦ではザフトレヴンワース所属で参加させられてしまう。第2世代ドラグーン・システムの使用で、身体に負担がかかりながらも、多大な戦果を挙げていくが、不幸にも恋人であったタキトの搭乗するオオツキガタに遭遇し、互いの存在に気付かないまま、壮絶な交戦を行う。しかし、幸いにも生き延びることが出来たリンナは、戦後、自分と同じく生き延びたタキトと再会を果たした。
リンナの搭乗したプロヴィデンスザクのカラーリングは、全体は黒を基調にドラグーンはエッジ部を赤く塗った機体になっている。

#### アンリ・ユージェニー
【性別：男性・コーディネイター / 年齢：不明 / 所属：ザフト / 搭乗機：グフクラッシャー】
アスラン・ザラやハイネ・ヴェステンフルスと同じく、FAITHに所属するパイロット。本来はテストパイロットとしてグフクラッシャーの開発に携わり、同機の性能に絶対の信頼をおいていたが、ザクウォーリアとの競合に破れ、機体はモスボール保存されていた。
ヘブンズベース攻防戦において、ロゴスの幹部達を捕らえる任務に着く。心血をそそいで開発したグフクラッシャーに搭乗し、6機のスラッシュザクウォーリアを率いて基地に侵入し、多数の105ダガーやダガーLを撃墜した。この戦闘により、立てこもっていたロゴスの幹部の逮捕に大きく貢献する。しかし、ロード・ジブリールには逃亡されており、そのせいで戦火がオーブや宇宙に広がってしまった事に苦悩する。

#### マリオ・クレッグス
【性別：男性・コーディネイター / 年齢：不明 / 所属：ザフト / 搭乗機：ザクウォーリア】
ヘブンズベース攻防戦に参戦したザフトのパイロット。ノクティルーカウィザードを装備したザクウォーリアに搭乗していた。ザフトUIT（水中侵攻）チームに所属し、第2班の隊長を勤めていた。アンリ・ユージェニーたち特殊戦部隊を海中からヘブンスベース内部へ曳航する任務につき、命と引き換えに任務を遂行した。

### オーブ連合首長国

#### バリー・ホー
- 声 - 中井和哉

【性別：男性・ナチュラル / 年齢：28歳 / 所属：オーブ→三隻同盟→南米独立軍 / 搭乗機：M1Aアストレイ、ユン専用レイスタ、ストライクダガー、グリーンフレーム、シビリアンアストレイJGカスタム / 異名：拳神】
「拳神」の二つ名を持つオーブ軍エースパイロット。彼の機体には「神無」のマーキングが施されているが、これは彼が己の拳のみを信じ、神を信じていない事に由来する。
なお、二つ名の「拳神」は、彼がMSで使用する格闘術の技（格闘家としての経験から来る洞察力と積み重ねてきた拳法の技法技術によって、己の機体の構造・性能を完全に把握して制御、機体のカタログスペック的な限界を超越した打撃力と衝撃を機体から引き出し、まるでフィクション等における発剄のような「浸透する一撃」へとその捻出した力を一点収束、相手の機体装甲を無視して内部機能やパイロットを直接破壊する打撃の技）でもある。
第二次ヤキン・ドゥーエ攻防戦においては、彼はこの技をM1Aアストレイに搭乗して使い、クサナギの護衛を務めながら多数のMSを素手の攻撃で撃破し、ジェネシスから無限のエネルギー供給を受けていた火器運用試験型ゲイツ改すら、PS装甲ごとM1Aの素手の掌底の一撃で破壊している。
なお、この「拳神」はパワードレッドが使用した「レッドフレーム」と同質のものであると常々誤解される事が多いが、「拳神」があくまで拳法の特殊な体制御技術を、限りなく人体に近いMSの操縦に応用する事によって、機体の全身からカタログスペックを超えた莫大な力を捻出し、引き出した力を特殊な拳法の打撃法で相手へとぶつける事で、装甲を無視して相手機体内部を直接衝撃浸透によって破壊する、バリー自身の拳法の技術手法の応用技法の「己の機体性能を引き出した上での衝撃浸透系の内部破壊打撃技」であるのに対し、「レッドフレーム」は、あくまでロウのメカマンとしての洞察力によって、相手の機体に「物体である以上絶対に存在する・構造的物理弱点部位」を正確に見抜き、そこ目掛けてパワーシリンダーの大出力で強引に殴りつける事で、相手を機能停止させる、いわば「見抜いた弱点へ向けてパワーシリンダーで全力パンチ」という異なる原理によるものである。
バリーはナチュラルであり、MSへと触れた期間もC.E.71年6月15日のオーブ解放作戦からC.E.71年9月25日の第二次ヤキン・ドゥーエ攻防戦までの2か月半あまりと短期間である。
そもそも元来、彼はパイロットである以前に己の肉体を武器とする格闘家であり、C.E.71年6月15日のオーブ解放作戦以前はパイロットですらなかった。それまでの彼は、単身宇宙へと渡り、無重力下での格闘術を極めるため、戦争によって廃棄された無人コロニー群を転々とする生活を送っていた。しかし偶々地上へと戻ってきた際にオーブ解放作戦に巻き込まれてクサナギに収容され、なし崩し的にパイロット登録された事が、彼のパイロットとしての初陣となった。
しかし、彼は天性の格闘センスをもち、MSでも格闘戦を得意とし、そのわずかな期間においても冗談のような戦果をあげた。特に、「拳神」による戦果と並んで彼を特徴付けたのが、東アジアのジャングルや宇宙における修行で鍛え上げられた、一種第六感的な敵の感知・知覚能力である。当時彼とバディを組んでいたのは、かつて連合に所属してザフトと戦い続けた歴戦の勇者、煌めく凶星Jとうたわれたジャン・キャリーである。バリーは、開戦当初から常に連合側で劣勢の歴戦を潜り抜けた、歴戦の勇者であるジャンの索敵能力すらも上回って、ジャンが索敵できなかった敵を正確に知覚・撃破するほどの高精度・高感知能力を見せつけた。
また、MSに搭乗して己の“気”を張りつめさせることによって、“気”の力を機体の外部にまで及ばせ、機体の周囲の木々を、幻覚や気迫ではなく、“物理的に”揺らめかせることすらも、彼にとっては容易い事であったようだ（少なくとも、弟子であるトロヤの目前で見せる程度には、彼はそれを簡単にやってのける事が出来た）。
生身における能力においても、1G下において戦闘中のストライクダガーのコックピットから単身素手で飛び出し、敵のダガーＬのセンサーアイを蹴り破り、そのまま約18m全高のダガーＬの顔付近から地面まで落下して平然と着地、その直後至近距離からの105ダガーの12.5mm対人機関銃の連射の直撃を喰らってもかすり傷程度で耐え切る（なお、通常12.5mm砲弾一発でも、狙撃で常人なら弾が着弾した場所から肉体が物理的に千切れ飛ぶ程の威力がある、詳しくはアンチマテリアルライフルを参照）ほどの攻撃力の強さ・肉体強度を誇る。
その、生身の能力・パイロット能力双方ともに、群を抜いた戦闘力は、間違いなく最強のアストレイ・パイロットであると言っても過言ではない。
ただ、そんな戦闘においてはまさに超人のバリーも、女性とのコミュニケーションは苦手としており、カガリ・ユラ・アスハをはじめ女性が多く乗り組んでいたクサナギでは、その事をアサギ・コードウェル達にからかわれるなど、だいぶ苦労していたようである。後に仲間であるジャンから、それらを指して「南の島の空手バカ一代」と評された。
ヤキン戦が終了した9月25日以降はオーブ軍を辞め、修行のために単身アマゾンの奥地へと赴く。しかし同年11月、アマゾンを含む南米において南アメリカ独立戦争が勃発し、バリーが修行をしている付近で偶発的に発生したコートニー・ヒエロニムスの乗るザク量産試作型と、南米へと侵攻した連合部隊の搭乗するダガーLの戦闘に巻き込まれ、たまたま近くを通りかかったユン・セファンのレイスタを借り離脱した。南米独立軍の基地で保護され、そこでエドワード・ハレルソンに独立軍に誘われる。以降、独立戦争終了まで「南米の拳神」として戦い抜いた。
その後、ブレイク・ザ・ワールド以降には、若き日に修行の地としていた東アジア共和国のとある村へと渡り、アメノミハシラで託されたアストレイの4号機であるグリーンフレームを東アジア共和国反政府ゲリラに所属する青年トロヤ・ノワレに譲渡し、彼と行動を共にしている。トロヤからは「師匠」と呼ばれている。トロヤが連合の基地に捕まっている時に、反政府ゲリラのアジトを襲撃に来た「一族」の手で作り上げられた生物兵器・スーの搭乗する、内部を大幅にチューンナップされたスー専用ケルベロスザクウォーリアに、作業用の非戦闘用機体であるシビリアンアストレイJGカスタムで応戦。機体を破壊され、それでも諦めずにMSから飛び出し、素手での戦いにもつれ込む。当初はリードするも、スーはその類稀なる戦闘能力によって、バリーの拳技を一瞬で記憶、模倣する。その戦法の前に苦戦を強いられ、最期は胸を手刀で貫かれ死亡する。その亡骸は、彼が守り抜いた東アジアの地に埋葬された。

#### タキト・ハヤ・オシダリ
Takito Haya Oshidari
【性別：男性・ナチュラル / 年齢：30歳前後 / 所属：オーブ / 搭乗機：ムラサメ、NダガーN、オオツキガタ】
オーブ軍所属のパイロット。本人曰く「オーブ軍にその人ありと知られたエース」で、実際にMS操縦の腕はエースパイロットクラスであり、地球連合軍のMSも操縦出来る。元々は正義感の強い性格で、アスハの中立宣言で提唱された「オーブの理念」を平然と破るセイラン家に憤りを感じ、トダカが戦死した後、ユウナ・ロマ・セイランの指揮官としての無能ぶりを指摘した事でパワーハラスメントを受け、出世コースだった花形部隊から配置転換させられ階級も「三佐」から「二尉」へと降格されてしまう。更に、これが原因で恋人のリンナ・セラ・イヤサカは愛想を尽かし、プラントに移住してしまった。
希望に満ちていた未来像からは正反対の状況となって完全に自暴自棄となったタキトは、ザフトのオペレーション・フューリーによる混乱に乗じ、ヤマダ、ワダ、スズキ、タナカの部下達と共に、配置プログラムの書き換えによってムラサメに搭乗し、MSでの銀行強盗という前代未聞の暴挙に踏み切り、セイラン家の隠し財産の奪取を画策する。しかし、その際に不幸にもザフトに遭遇して交戦した上に隠し財産がセイラン家の屋敷にある事を知り、急いで屋敷に向かうも、今度はザフトのジオグーンに遭遇し、ロード・ジブリールの護衛兵が放棄したNダガーNに乗り換え、これを撃退する。どうにかセイラン家の隠し財産を得る事に成功するも、その後、成り行きで宇宙に上がる事になってしまう。
ヤマダとワダを含めて（自称・オシダリと愉快な仲間たち）メサイア攻防戦に参加したタキトは、オオツキガタを乗機として出撃するが、皮肉にもプロヴィデンスザクのパイロットとなっていた元恋人のリンナその人と死闘を演じる事になってしまう。しかし幸いにも生き延び、戦後同じく生き延びていたリンナとの再会を果たしている。
なお、ヤケクソではあったが人間的に腐り切ってはいなかったため、オーブでの強盗時には戦禍を被りそうになった親子の命を身を挺してかばう一幕もあった。

### 三隻同盟

#### ジャン・キャリー
- 声 -  中田譲治

【性別：男性・コーディネイター / 年齢：41歳 / 所属：地球連合軍、大西洋連邦→ジャンク屋組合→三隻同盟→ジャンク屋組合 / 搭乗機：ジン、ロングダガー、M1アストレイ、M1Aアストレイ / 異名：煌めく凶星「J」】
地球出身の第1世代コーディネイター。41歳。両親の死をきっかけに、反コーディネイター論が高まる地球からプラントに移住する。プラントでは工学博士として研究に専念していたが、盛り上がる戦争の機運に嫌気がさし、開戦と同時期に地球に帰還する。
戦争による憎み合いの連鎖を広げないために地球連合軍に入隊、この際、独自のMSを持たない地球連合軍は鹵獲したジンを白く塗り替えた機体を彼に与えている。この白い塗装は、コーディネイターである彼を戦場で監視するために、わざと目立つようにしたものである。この白い機体が戦場で煌めいて見えたこと、コーディネイターでありながら地球連合軍で戦う自身を「ジョーカーのような存在」と評したことから、自身のイニシャルである「J」と重ね合わせて “煌めく凶星「J」” の二つ名で呼ばれるようになった。
その後、機体をロングダガーに乗り換えパナマ防衛戦に参加し、原型機とも言えるデュエルアサルトシュラウドに搭乗するイザーク・ジュールと互角に渡り合うが、ザフトのグングニールにより機体は機能停止に陥る。ジャンは死を覚悟するが、イザークは無抵抗な相手を攻撃する事なく、離脱した。
ナチュラルでも操縦可能なMSストライクダガーが完成した事から、彼の存在は次第に疎まれるようになる。軍を辞めざるを得なくなったジャンは中立であるジャンク屋組合に身を寄せ、ロウ・ギュールからラクス・クライン率いる三隻同盟の存在を聞かされる。その思想に共鳴したジャンはこれに参加し、やはり白く塗装されたM1アストレイに搭乗し、第二次ヤキン・ドゥーエ攻防戦に参加した。この白いアストレイは、“煌めく凶星「J」” の示威効果によって相手が戦意を喪失する事を考えて自ら塗装したものである。また、戦後はジャンク屋組合に戻り工学研究に専念するが、平和を願う気持ちは以前と変わらず、ユニウス条約の調印式を襲撃しようとしていたザフト強硬派の武装勢力をミーティア改を使用して叢雲劾と共に掃討している。

## 書籍
- 機動戦士ガンダムSEEDモデルVol.3 SEED MSV編 ISBN 4-89-425336-4
- 機動戦士ガンダムSEED DESTINYモデルVol.2 DESTINY MSV編 ISBN 4-89-425415-8
- ガンダムウェポンズ 機動戦士ガンダムSEED DESTINY編 ISBN 978-4-89-425754-2